# Квінт Сульпіцій Камерін Корнут (консул 490 року до н. е.)
Квінт Сульпіцій Камерін Корнут (Quintus Sulpicius Camerinus Cornutus; ? — після 450 до н. е.) — політичний та військовий діяч Римської республіки, консул 490 року до н. е.

## Життєпис
Походив з патриціанського роду Сульпіціїв. Син Сервія Сульпіція Камеріна Корнута, консула 500 року до н. е.
У 490 році до н. е. його було обрано консулом разом з Спурієм Ларцієм Флавом). Захищав місто від атаки вольськів. У 488 році до н. е. був серед делегації, що вела перемовини з Гнеєм Марцієм Коріоланом.
З успіхом протидіяв законопроєкту Теренція, що у 462 році до н. е. було відновлено народними трибунами. У 454 році до н. е. був серед послів, відправлених до Греції для того, щоб вивчити закони цієї країни і принести їх до Риму. Вже в похилих літах воював з вольсками і еквами.

## Родина
- Сервій Сульпіцій Камерін Корнут, консул 461 року до н. е.